# Alison
Alison Barros Moraes (ur. 30 czerwca 1982) – brazylijski piłkarz występujący na pozycji napastnika.

## Kariera piłkarska
Od 2002 do 2007 roku występował w Ulsan Hyundai, Daejeon Citizen, Marília i Omiya Ardija.